# 1271

## Догађаји
- 3. март-29. новембар — Пад Крак де Шевалијеа
- 8. април — Мамелучки султан Бајбарс је освојио од крсташа тврђаву Крак де Шевалије у Сирији.

## Рођења
- 27. септембар — Вацлав II Пшемисл, краљ Бохемије (†1305)